# Oospila partita
Oospila partita är en fjärilsart som beskrevs av Louis Beethoven Prout 1912. Oospila partita ingår i släktet Oospila och familjen mätare. Inga underarter finns listade i Catalogue of Life.